# Venice (Anderson .Paak)
Venice è l'album di debutto del rapper statunitense Anderson Paak, pubblicato da Steel Wool, OBE ed Empire Distribution nel 2014.
| Recensione       | Giudizio |
| ---------------- | -------- |
| Robert Christgau | *        |

## Tracce
1. Waves – 0:26 – Lo_Def
2. Milk n' Honey – 4:18 – DJ Nobody
3. The City – 3:34 – D.K. the Punisher
4. Might Be – 3:57 – Lo_Def
5. Miss Right – 3:18 – Anderson .Paak
6. Put You On – 2:43 – Lo_Def
7. Already (featuring SiR) – 3:14 – Mikos the Gawd
8. Dogtown – 0:26 – Lo_Def, Kelsey Gonzalez
9. I Miss That Whip – 3:08 – Lo_Def, Gonzalez
10. Get 'Em Up – 4:08 – Tokimonsta
11. Paint – 3:57 – Lo_Def
12. Drugs – 4:52 – Lo_Def
13. Miki Doralude – 0:50 – Lo_Def, Gonzalez
14. Luh You – 3:30 – Lo_Def
15. Right There – 3:27 – Ta-Ku
16. Off the Ground – 4:48 – Lo_Def